# Велика жупа Гора

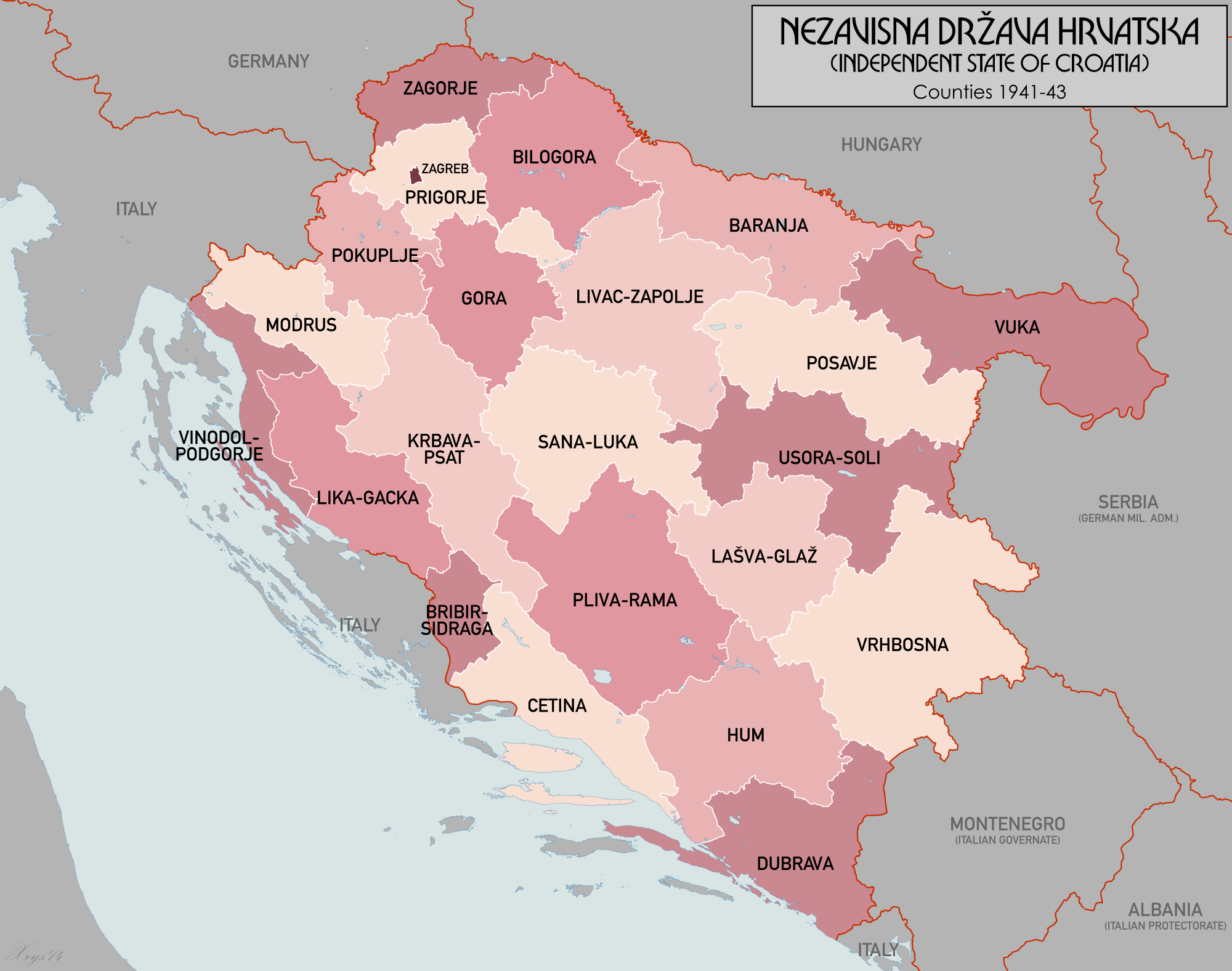
Адміністративний поділ НДХ

Велика жупа Гора (хорв. Velika župa Gora) — адміністративно-територіальна одиниця Незалежної Держави Хорватії (НДХ), що існувала з 26 травня 1941 до 5 липня 1944 на території сучасних Хорватії та Боснії і Герцеговини. Адміністративний центр — Петриня. 
Цивільною адміністрацією у великій жупі керував великий жупан, якого призначав поглавник (вождь) Анте Павелич. 
Велика жупа Гора поділялася на райони, які називалися «котарські області» (хорв. kotarske oblasti) і збігалися в назві з їхніми адміністративними центрами:
- Босанський-Новий
- Двор
- Глина
- Костайниця
- Петриня
- Вргинмост (до 20 листопада 1941 року, після чого перейшла до великої жупи Покуп'є)
- Сисак

Крім того, в окремі адміністративні одиниці було виділено міста Сисак і Петриню.
З реорганізацією великих жуп у НДХ на підставі Постанови про великі жупи від 5 липня 1944 велику жупу Гора було розформовано, а більшість її території шляхом об'єднання з територією розформованої великої жупи Пригір'я утворила нову велику жупу Гора-Пригір'я. Решта районів (Босанський-Новий і Двор) увійшли до великої жупи Крбава-Псат.